# Hans von Pack
Hans von Pack, auch von Pagk, (1515/41 urkundlich genannt) war ein sächsischer Amtshauptmann.

## Leben
Er stammte aus dem Adelsgeschlecht von Pack (Pagk) und war der Sohn von Johann von Pack auf Döbernitz. 1515 war er Amtshauptmann zu Giebichenstein und 1521 zu Moritzburg, von 1522 bis 1529 Amtshauptmann in Delitzsch.
In den Jahren von 1533 bis 1536 war er Amtshauptmann des sächsischen Amtes Torgau. Danach wechselte er in dieser Funktion nach Grimma und 1538 nach Düben. Aufgrund des Ausweisungsedikts floh er 1541 aus dem albertinischen Herzogtum in das ernestinische Kurfürstentum Sachsen.